# Strabomantis ingeri
Espèce
Synonymes
- Amblyphrynus ingeri Cochran & Goin, 1961
- Eleutherodactylus ingeri (Cochran & Goin, 1961)

Statut de conservation UICN

 VU B1ab(iii) : Vulnérable
Strabomantis ingeri est une espèce d'amphibiens de la famille des Craugastoridae.

## Répartition
Cette espèce est endémique de la cordillère Orientale en Colombie. Elle se rencontre dans les départements de Cundinamarca, de Boyacá, de Santander et de Norte de Santander entre 1 550 et 2 350 m d'altitude. 
Sa présence est incertaine au Venezuela.

## Description
La femelle holotype mesure 51,5 mm.

## Étymologie
Cette espèce est nommée en l'honneur de Robert Frederick Inger.

## Publication originale
- Cochran & Goin, 1961 : A new genus and species of frog (Leptodactylidae) from Colombia. Fieldiana, Zoology, vol. 39, no 48, p. 543-546 (texte intégral).